# 布達卡區
布達卡區是非洲中部國家烏干達的111個區之一，由東部區負責管轄，首府是布達卡，海拔高度1,080米，總面積384平方公里，主要的經濟產業是農業，2010年人口估計為293,600。

## 外部連結
- Budaka District Information Portal （页面存档备份，存于）

01°00′N 33°54′E / 1.000°N 33.900°E